# 食堂

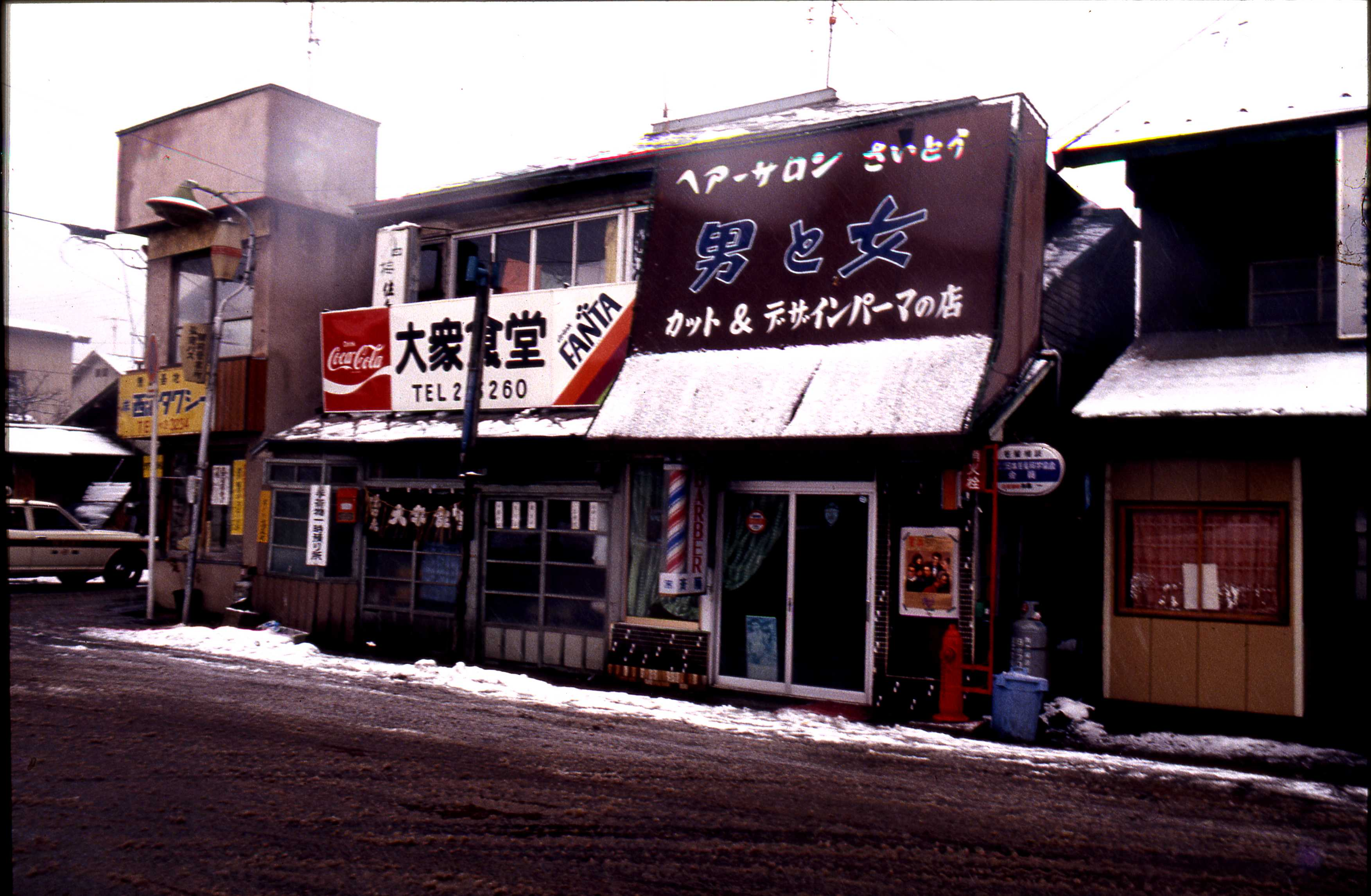
日本一間大眾食堂

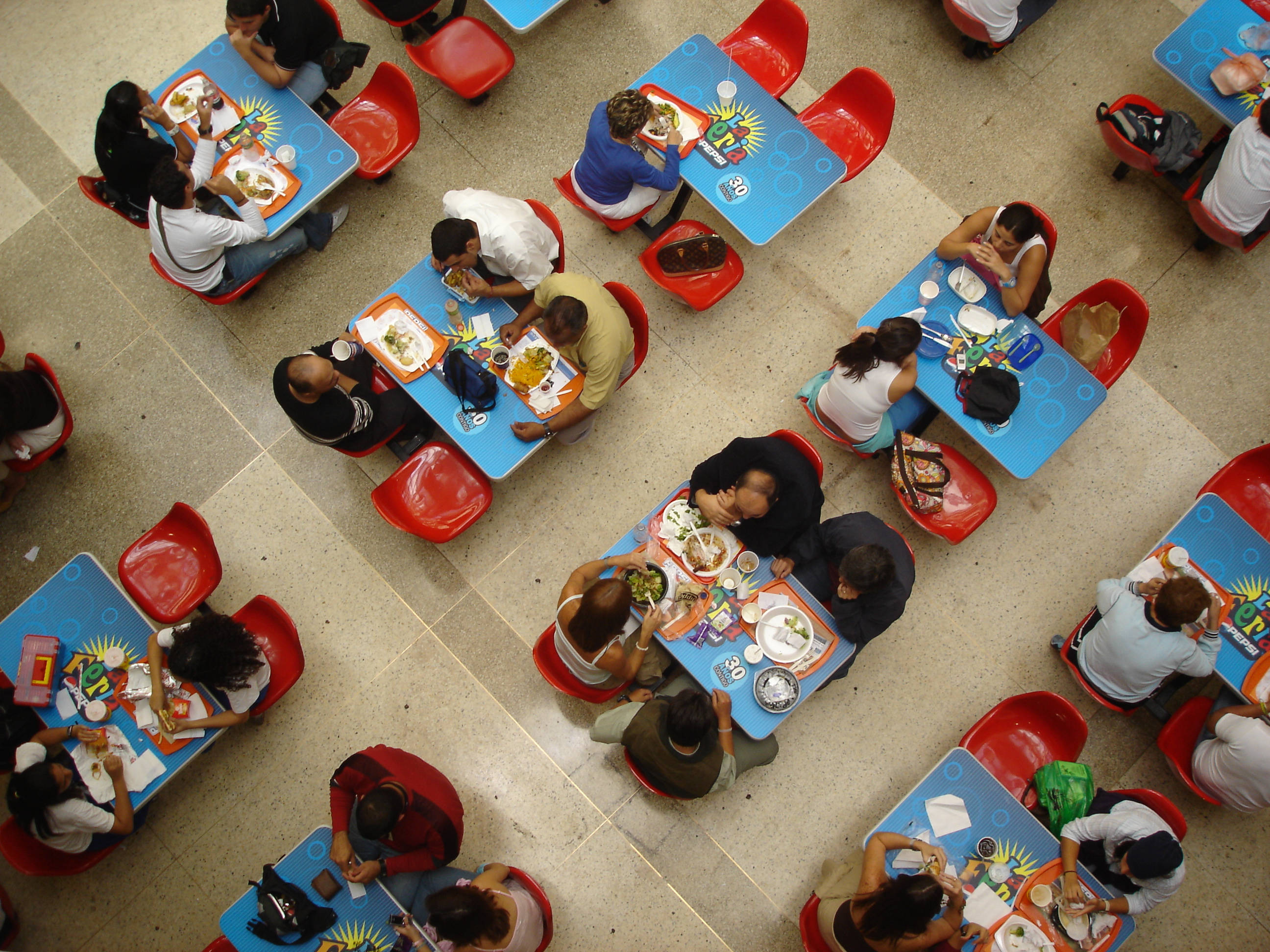
食堂類似快餐店

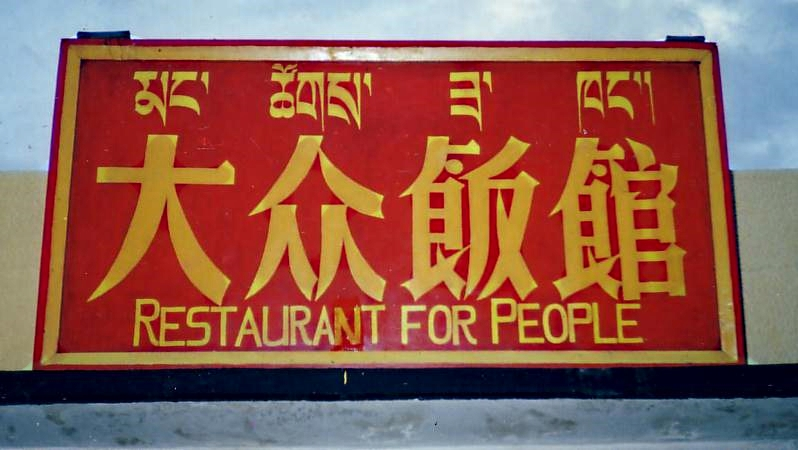
80年代西藏的大眾飯館

食堂，常见于学校、公司、工廠和军营，是大量人群集体用餐的地方。

## 设施
食堂的内部设施主要是桌、椅、收款處和廚房摊位。现在一般的食堂也提供风扇或者空调。
食堂通常類似快餐店經營，一般是先付款，後取收據到廚房窗口去取食物。有些食堂出菜部一般分為几个，分别售卖不同种类的食物，增加去食堂进餐的人的选择范围。出菜部一般分為水吧、燒味部、中餐、西餐等。

## 經營模式
食堂的經營模式各異，影響善用資源，例如為保安等理由，軍警飯堂不開放予公眾使用，所以軍警調動常影響顧客用膳人數，食堂經營者或須估計，供應要滿足需求。

### 臺灣自助餐店
臺灣有許多自助式便當店的規模與學校的學生餐廳相似，一般店家都會將菜餚用盤子裝好放在自助區供客人自行夾取，等客人選好菜以後再到收銀台結帳；大多數業者都會由收銀台專員目測菜餚多寡來估價，也有部店家會採用秤重的方式來估價。

## 轶闻
食堂一词在英国英语中为，与餐厅的汉语拼音cān tīng類似，于是有人從字面上得出两词之间渊源的推断。然而实际上，来源于意大利语的cantina或更早的拉丁语canto一词，与汉语中的餐厅并无瓜葛。
1980年后，因经济利益驱动，中国菜系之争绵延不绝，尤以八大菜系之争最为知名，故当代中国网络文化中，将食堂菜恶搞为第九大菜系。